# Храм Григория Неокесарийского (Москва)
Храм Святи́теля Григо́рия Неокесари́йского в Де́рбицах — приходской православный храм в районе Якиманка города Москвы. Относится к Москворецкому благочинию Московской епархии Русской православной церкви.
Является памятником архитектуры XVII века.

## История храма

### XV век
Каменный храм святителя Григория Неокесарийского был воздвигнут на месте древней деревянной церкви, которую, в свою очередь, построил князь Василий II Тёмный, внук Димитрия Донского и прадед Иоанна Грозного. Предание гласит, что, находясь в татарском плену, князь дал обет: если вернётся домой, построит в том месте, откуда увидит Москву, храм во имя святого, память которого совершается в этот день.
Это произошло 17 (30) ноября 1445 года — день празднования памяти святителя Григория, епископа и чудотворца Неокесарийского. Тогда измученный пленом и долгой дорогой домой князь увидел белокаменный Кремль. Место, откуда открывался этот вид, находилось немного юго-восточней нынешнего расположения храма. Вероятно, князь ехал по дороге, совпадающей с современным Старомонетным переулком.
Первоначальный храм во время пожара сгорел.

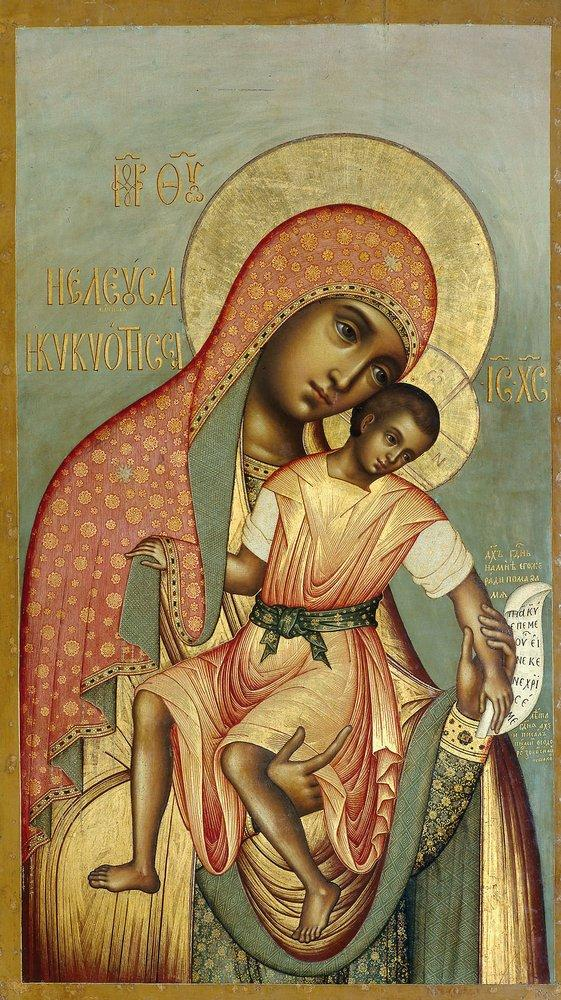
Икона Богородицы Елеуса-Киккская (1668), Симона Ушакова, из местного ряда иконостаса храма

### XVII век
Новый деревянный храм был выстроен не позднее 1632 года на том же самом месте. Каменный храм заложили в 1667 году по соседству с деревянным, чтобы во время строительства можно было служить в старой церкви.
Возведение каменного храма было начато по благословению Патриарха Никона священником Андреем Савиновым (Постниковым), который был назначен в 1660 году настоятелем старой деревянной церкви. В 1665 году он стал царским духовником и протопопом Благовещенского собора Московского Кремля. С Алексеем Михайловичем его связывала тесная дружба, в какой-то степени он заменил царю Патриарха Никона, впавшего к тому времени в немилость. Именно поэтому царь стал храмоздателем новой каменной церкви во имя святителя Григория Неокесарийского. Государь не только выделил огромные средства для сооружения церкви, но и сам лично интересовался ходом работ.
С 1668 года появляются подробные записи расходов из царской казны, произведённых на поставку тёса, кирпича, белого мячковского камня (из которого строились и Кремлёвские соборы).
Храм завершают три ряда килевидных кокошников «огненных языков». Над ними высится традиционное луковичное пятиглавие с глухим, то есть без окон, барабанами. В церковной символике пять глав обозначают Спасителя и четырёх евангелистов. Кресты увенчаны коронами в знак того, что храм царский. Церковь была декорирована в соответствии с царским наставлением: гладкие стены прописаны красным суриком с белыми швами; идущие кверху тяги перевиты у шатра колокольни; кокошники на храме и окошечки-слухи на колокольне расписаны разными красками. Декорированы даже такие сравнительно небольшие детали, как оконные решётки: на прямоугольной ромбовидной сетке из железных прутьев закреплены концентрические круги. Предположительно возводили храм лучшие зодчие своего времени — Иван Кузнечик и Карп Губа, обычно выполнявшие царские заказы. Руководили строительством Иван Волжинский и Иван Рыкачев.
Для росписи церкви были приглашены художники из Костромы — Гурий Никитин, Сила Савельев (Савин) и другие, а также из Переславля — Семён Дмитриев, Дмитрий Плеханов.
Изразцовый фриз — наиболее известная особенность великолепного убранства храма. Керамические поливные изразцы с многоцветным узором «павлинье око» выполнены мастером Степаном Ивановым Полубесом «сотоварищи» (И. Максимовым и др. белорусскими мастерами). На украшение храма пошло 9 тысяч изразцов. Краски их до сегодняшнего дня сохранили свою первоначальную яркость.
Церковь получила народное название «Красной», то есть красивой. Это название употреблялось в официальных документах вплоть до конца XVIII века.
Иконы для иконостаса писали царские изографы, мастера Оружейной палаты во главе с Симоном Ушаковым.
В некоторых источниках, в том числе на современных фресках в самом храме, можно встретить упоминание о венчании здесь в 1671 году царя Алексея Михайловича с Натальей Кирилловной Нарышкиной и крещении о в этой церкви в 1672 году будущего императора Петра Первого. Вероятно это является исторической неточностью, поскольку храм не был ещё достроен к этому времени, а Петр I, как и другие дети царского рода, по традиции был крещён в Чудовом монастыре в Кремле.
Великое освящение храма произошло 1 марта 1679 года. В этот день Патриарх Московский Иоаким освятил в ней главный престол во имя святителя Григория Неокесарийского. На освящении храма присутствовал царь Феодор Алексеевич.

### XVIII—XIX века

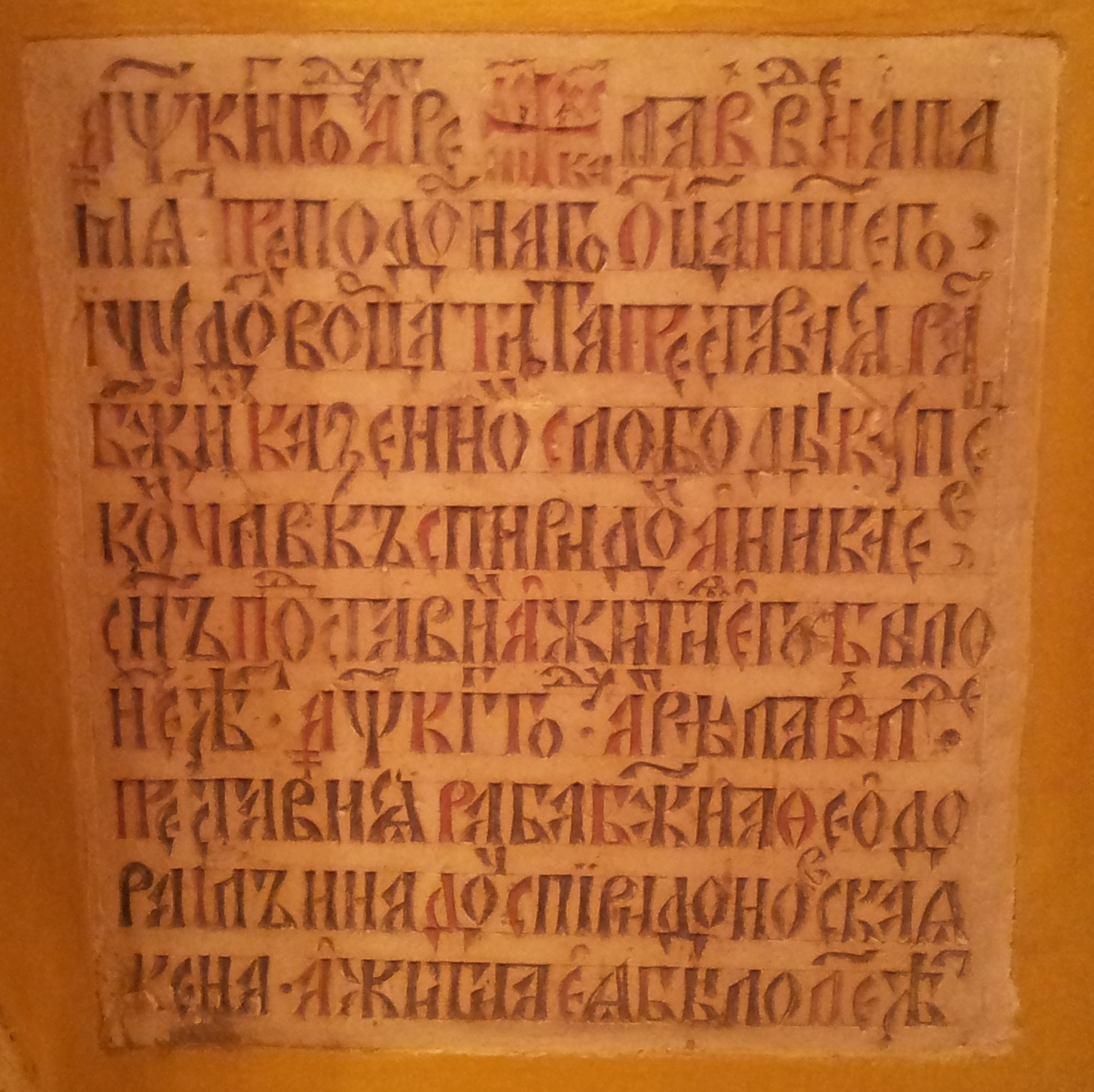
Надгробная плита. 1-я половина XVIII века

В 1767 году у храма появился придел во имя святителя Григория Богослова, устроенный тщанием прихожанина Григория Лихонина в честь его небесного покровителя. Фасады нового придела повторяли формы XVII века.
Во время Отечественной войны 1812 года церковь не пострадала.  Московские славянофилы были зачарованы её своеобразной красотой, Аполлон Григорьев писал:

Право, она не лишена оригинальной физиономии, ведь при её созидании что-то явным образом бродило в голове архитектора, только это что-то в Италии выполнил бы он в больших размерах и мрамором, а здесь он, бедный, выполнял в маленьком виде да кирпичиком; и все-таки вышло что-то, тогда как ничего, ровно ничего не выходит из большей части послепетровских церковных построек.
В 1834 году по проекту архитекторов Николая Козловского, Фёдора Шестакова и Василия Балашова в храме был устроен придел Боголюбской иконы Божией Матери, выстроенный в стиле ампирной псевдоготики. Боголюбской иконе Божией Матери молились во время эпидемии холеры 1830 года.

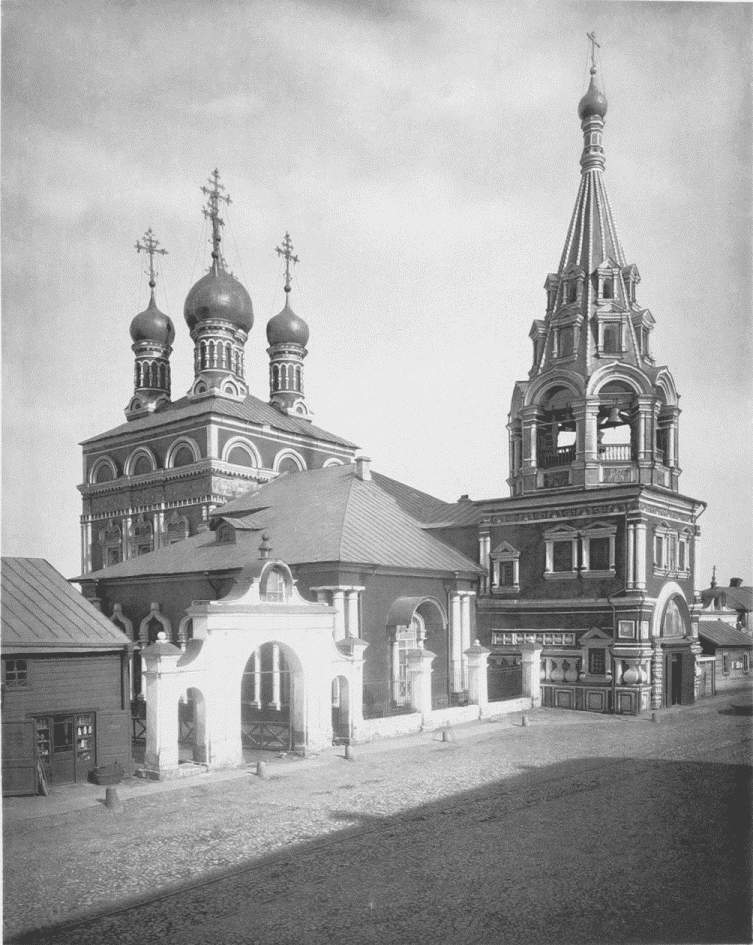
Фотография Николая Найдёнова. 1882

В 1859 году церковь впервые подверглась тщательной реставрации. Были обновлены росписи главного алтаря, четверика, заново вызолочены серебряные ризы на шести иконах первого яруса иконостаса, а также промыты все иконы остальных ярусов иконостаса. Отреставрированный храм был освящён святителем Филаретом, митрополитом Московским.
В 1896 году роспись храма была обновлена. Освящение обновлённого храма совершил митрополит Московский и Коломенский Сергий.
Церковь имела статус придворной и регулярно посещалась членами царствующей фамилии. Здесь любила молиться великая княгиня Елизавета Феодоровна. В церкви неоднократно служили видные церковные иерархи.
В храме совершали богослужения патриархи Московские и Всея Руси:
- Иоасаф II — в 1670 году;
- Иоаким — в 1672 году служил, а в 1679 году совершил великое освящение храма;
- Адриан — в 1696 году;
- Тихон — в начале XX века.

### XX век
В 1922 году ценности храма были изъяты.

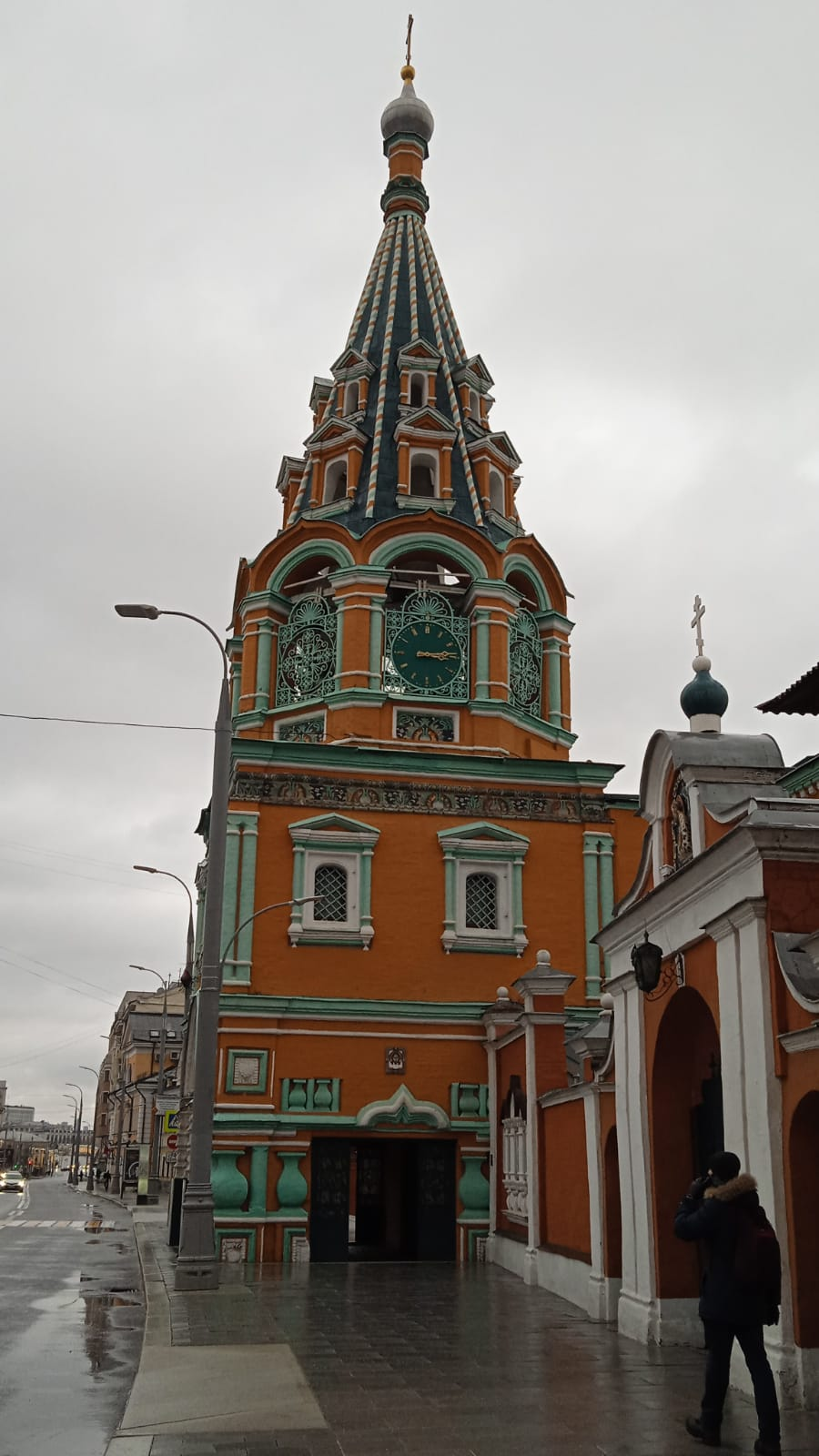
Современный вид колокольни (декабрь 2023)

В 1930 году Моссовет постановил сломать шатровую колокольню для расширения тротуара. Историкам удалось предотвратить снос. В колокольне был прорублен сквозной проход.
Поэт Андрей Вознесенский посвятил этому событию стихи, в которых сравнивал церковь с прекрасной девушкой — Натальей Нарышкиной.

Как колокольня алая,

Пылая шубой ярко,

Нарышкина Наталья

Стоит на тротуаре

В той шубке не приталенной

Ты вышла за ворота,

Нарышкина Наталья,

Как будто ждёшь кого-то?

10 декабря 1937 года на Бутовском полигоне был расстрелян клирик храма, протоиерей Борис Ивановский (в августе 2000 года канонизирован Юбилейным Архиерейским собором Русской православной церкви).
В 1938 году Моссовет вынес решение: «Церковь закрыть, а здание использовать под культурные нужды». В акте обследования 1939 года отмечено: «Сломан ценнейший иконостас XVII в. и нет паникадила XVIII в.».
Иконы из храма были переданы в музеи. Ценнейшая Богоматерь Елеуса-Киккская работы Симона Ушакова, цикл Страстей Христовых работы Георгия Зиновьева и ещё множество икон получила Третьяковская галерея. Из всех этих икон место в экспозиции нашлось только для образа Богородицы, остальные никогда не выставляясь, хранятся в запасниках. Часть икон была передана в Государственный исторический музей, где они также находятся в запасниках. Резные Царские врата главного иконостаса передали в Музей архитектуры имени Щусева. Некоторые иконы из храма Григория Неокесарийского можно увидеть также в экспозиции Русского музея в Санкт-Петербурге.
В 1965 году в обветшавшем храме была произведена комплексная реставрация. Храм поставлен на государственную охрану как памятник истории и культуры. В храме разместился «Всесоюзный производственно-художественный комбинат имени Вучетича».

## Возвращение Церкви
В 1990 году по письму Патриарха Алексия II Моссовет вернул храм верующим. С 1994 года в храме святителя Григория Неокесарийского возобновлены богослужения.
К 1996 году храм был окончательно восстановлен: фасады выкрашены красно-оранжевой краской — суриком, все архитектурные элементы выделены белилами и бирюзой, вызолочены кресты.
30 ноября 1996 года Патриарх Алексий II совершил освящение главного престола.

## Современное состояние

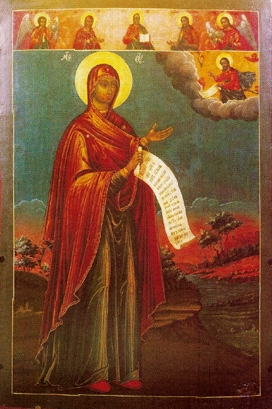
Чтимый список Боголюбской иконы Божией Матери.

В храме совершаются регулярные богослужения, все таинства и требы. Действует сестринство во имя иконы Божией Матери «Державная», православная гимназия. Устроен баптистерий для Крещения взрослых, работает магазин «Церковные ткани», лавки православной литературы и церковной утвари.
При богослужениях поёт мужской хор под управлением Николая Белова.

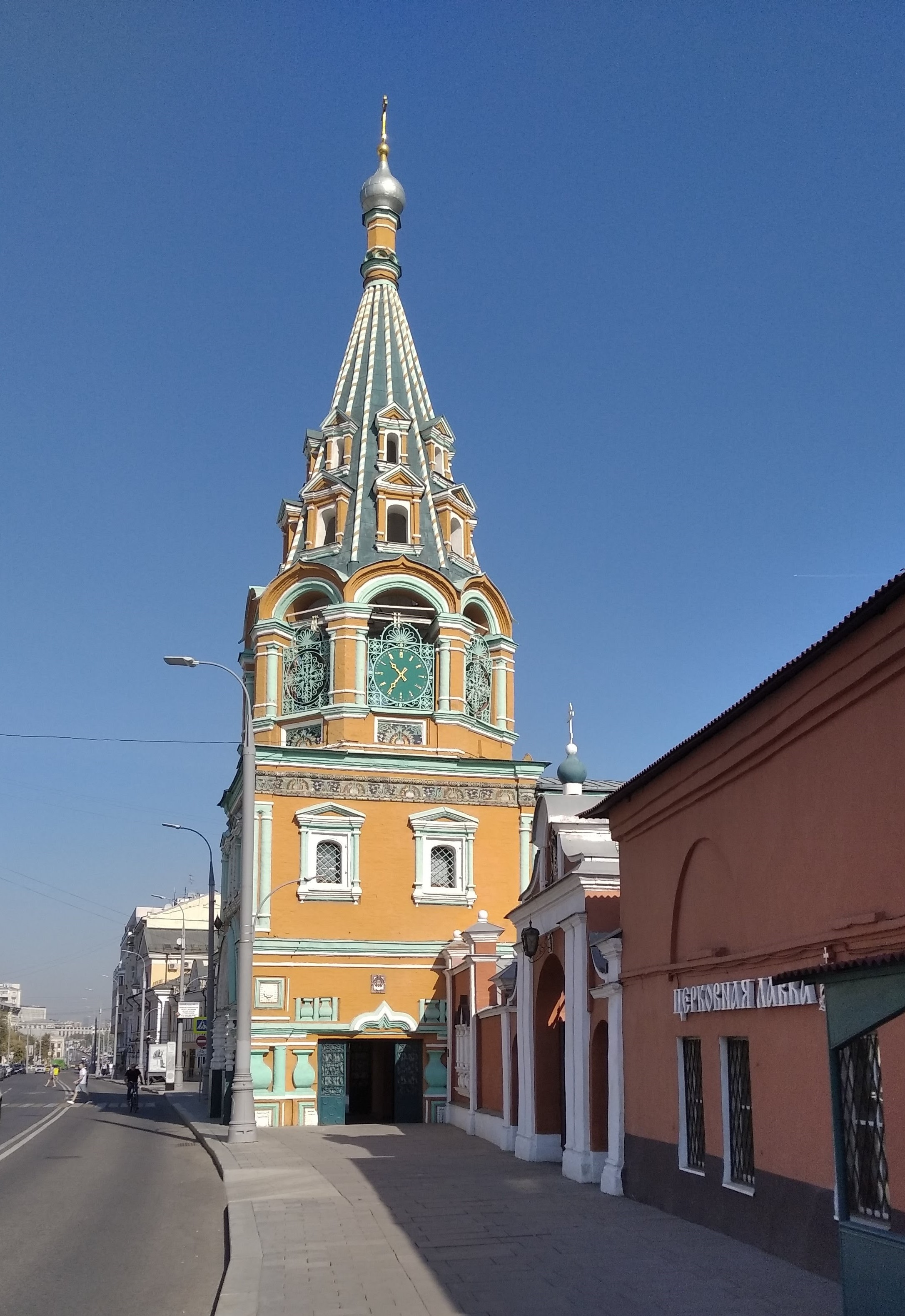
Колокольня храма (фото — сентябрь 2024)
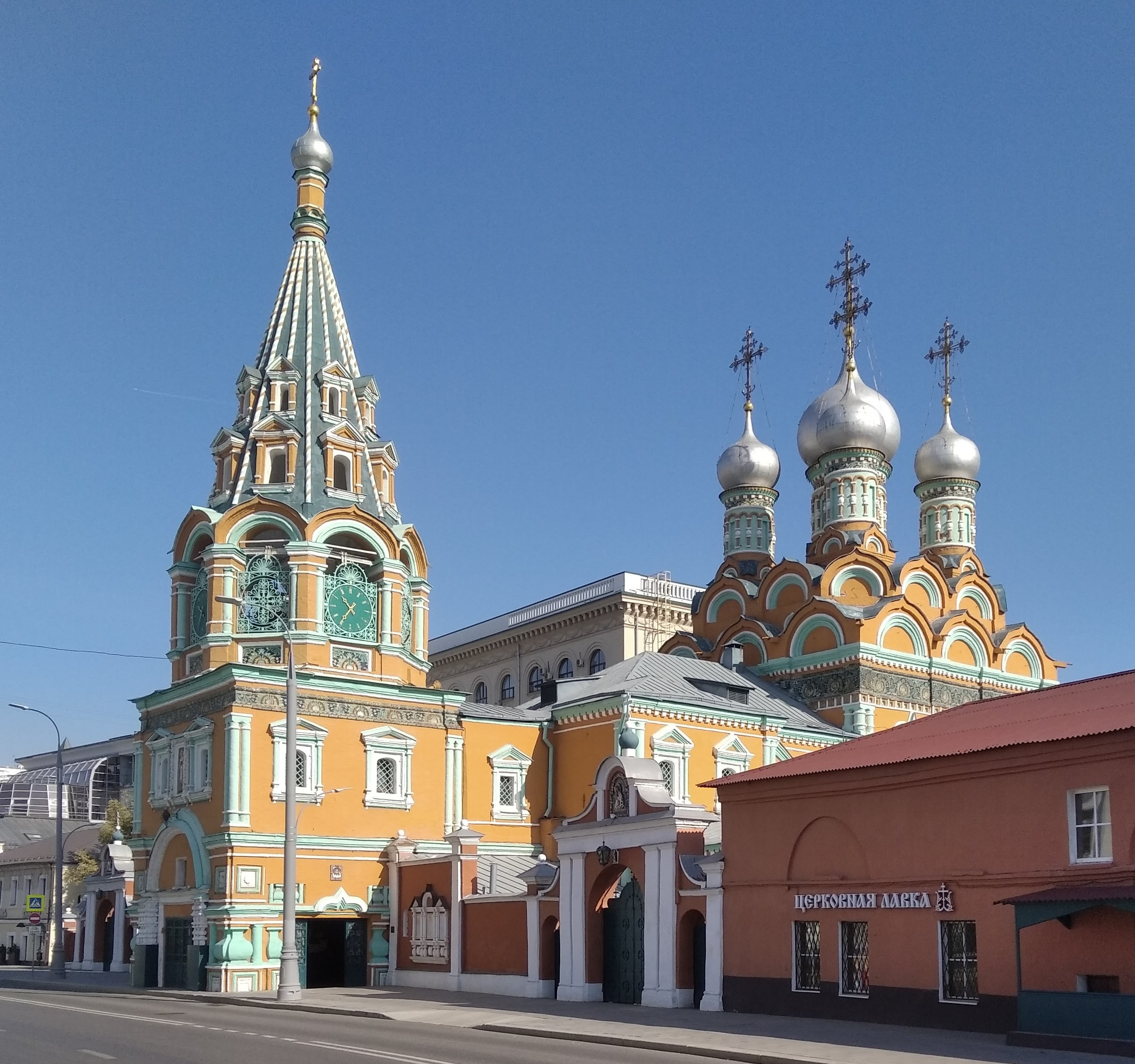
Современный вид храма (фото — сентябрь 2024)

## Святыни храма
- Частица мощей свт. Григория Неокесарийского (эта частица была подарена царицей Параскевой Феодоровной князю Григорию Волконскому. В 1811 году князь передал частицу в храм. В 1998 году митрополит Сурожский Антоний (Блум) вернул утраченную святыню)
- Частица мощей свт. Григория Богослова
- Чтимый список Боголюбской иконы Божией Матери
- Частица мощей блж. Матроны Московской
- Частица мощей вмч. Димитрия Солунского Мироточивого
- Частица мощей вмч. Целителя Пантелеимона
- Частица Креста Господня
- Частицы мощей свт. Филарета и свт. Иннокентия Московских
- Частицы мощей Святых отцов Киево-Печерских

и других святых, в числе которых великомученица Варвара, мученик Трифон, Иероним Стридонский, Сергий Радонежский, Александр Невский, Митрофаний Воронежский, Димитрий Ростовский, Иоасаф Белгородский, Тихон Задонский, Пимен Великий, Нил Столбенский, Давид и Афанасий Серпуховские, Симеон Верхотурский.

## Духовенство
в прошлом
- протопоп Андрей Саввич Постников (1660)
- протоиерей Пётр Лагов (1914 — до ареста в 1930-х)
- диакон Николай Тихомиров (1914)
- иерей Иоанн Освецимский
- диакон Серафим Недосекин
- священномученик Андрей Воскресенский
- преподобномученик Иларион (Громов) (1922—1930)
- священномученик Борис Ивановский (1931—1937)
- священномученик Василий Смирнов (1933—1938)

в настоящее время
- епископ Иероним (Чернышов) — настоятель
- диакон Владислав Астафьев